# Xã Brighton, Quận Beaver, Pennsylvania
Xã Brighton (tiếng Anh: Brighton Township) là một xã thuộc quận Beaver, tiểu bang Pennsylvania, Hoa Kỳ. Năm 2010, dân số của xã này là 8.227 người.